# Feministische Uitgeverij Sara
Feministische Uitgeverij Sara, ook wel Feministiese Uitgeverij Sara, was een Nederlandse uitgeverij die als collectief was georganiseerd en als doelstelling had boeken uit te geven die door een feministische signatuur elders weinig kans hadden op de markt te verschijnen. De uitgeverij heeft eerst zelfstandig en later als fonds van Van Gennep bestaan van 1977 tot 1987 en was gevestigd in Amsterdam.

## Geschiedenis
In navolging van collectieven in onder meer Engeland (Virago Press), Frankrijk (Editions des Femme) en West-Duitsland (Frauenoffensive) werd de uitgeverij in 1977 opgericht door dertien feministische auteurs op verschillende (vak)gebieden: Jeanne Doomen, Ria van Hengel, Selma Leydesdorff, An Luttikholt, Anja Meulenbelt, Joyce Outshoorn, Marijke Rawie, Ria Sikkes, Loes van der Snoek, Marjo van Soest, Aafke Steenhuis, Mieke Westerink en Henny van der Zande. Ze hadden vrijwel allen al gepubliceerd en waren allemaal actief in verschillende groepen binnen de vrouwenbeweging. Feministische schrijfsters konden vrijwel nergens terecht met hun werk. Bovendien legden bestaande uitgeverijen elk andere accenten en werd het feminisme opgesplitst in allerlei deelgebieden; de ene uitgeverij richtte zich op feminisme en politiek, de andere op feministische romans, en weer een andere op ervaringsboeken over lichaam en geest bij vrouwen.
Hun ideologie beschreven de oprichters als feministisch-socialistisch. Met de nieuwe uitgeverij wilden ze een overzicht bieden van wat er leefde in de vrouwenbeweging. Om de financiën veilig te stellen richtten ze de stichting Sara's Moeder op in de vorm van een collectief waarin iedereen volgens de uitgebreide statuten evenveel zeggenschap had. Er bestond geen winstoogmerk. Sara zag zich als aanvulling op feministische uitgeverij De Bonte Was die collectief geschreven boeken vol verzamelde ervaringen uitgaf.
Sara gaf verschillende feministische boeken uit, waaronder historische romans, vertalingen en stripboeken, en daarnaast praktische onderwijsboeken, kinderboeken en bloemlezingen van poëzie.
De uitgeverij was gevestigd in Amsterdam: in 1979 aan de Plantage Muidergracht 149 en in 1980 aan de Nieuwe Prinsengracht 78.
An Dekker werd in 1984 directeur maar nam ontslag in 1986 na het ontstaan van financiële problemen. In 1987 ging de uitgeverij failliet, en werd vervolgens opgekocht door uitgeverij Van Gennep met behoud van de naam als imprint.

## Uitgaven (selectie)
Een selectie van de bij Sara verschenen boeken:
- 1978: Het "kleine verschil" en de grote gevolgen: vrouwen over zichzelf, begin van een bevrijding, Alice Schwarzer (vertaling van haar baanbrekende werk Der kleine Unterschied und seine großen Folgen. Frauen über sich; Beginn einer Befreiung. Protokolle und Essays uit 1975)
- Vrouwen en fascisme, Maria Macchioci (vertaling)
- 1979: Gelukkig kan je er nu over praten (samengesteld door Agna Arens, Anja Meulenbelt, Marijke Rawie en Ynske Rodenhuis aan de hand van de opnames van seizoen 1978-1979 van het tv-programma Ot... en hoe zit het nou met Sien?)
- 1979: Vrouwen te Gast, Bertien van Manen, vormgeving Hennie van der Zande (succesvol fotoboek over migrantenvrouwen)[5]
- 1981: Wat is feminisme?, Anja Meulenbelt
- 1981: Huisvrouwen, Aukje Holtrop
- 1981: Wat doet de politiek met ons?, Liesbeth Kroon
- 1981: Calla & Lucy Go West, Loesje Raymaker, Carla Schrama en Margriet Onland (fotostripboek in vijf delen).
- 1982: Alleen Staan, Lize Alink en Joke Broekhuis
- 1983: In slavernij, Harriet Jacobs (vertaling van Incidents in the life of a slave girl uit 1861)[6]
- 1984: Alledaags racisme, Philomena Essed
- 1985: Oog in oog, Audre Lorde (vertaling van haar werk Sister Outsider: Essays and Speeches)